# デイヴィッド・デリンジャー
デイヴィッド・T・“デイヴ”・デリンジャー（David T. "Dave" Dellinger  [ˈdɛlɪndʒər]、1915年8月22日 - 2004年5月25日）は、アメリカ合衆国の政治活動家である。ベトナム反戦運動や非暴力社会変動に関わった。1968年の民主党全国大会で暴動を扇動しようとしたとして起訴された7人、いわゆる「シカゴ・セブン」の一人である。

## 若年期と教育
デリンジャーは、マサチューセッツ州ウェークフィールドの裕福な家庭に生まれた。父レイモンド・ペニントン・デリンジャー(Raymond Pennington Dellinger)はイェール大学出身の法律家で、著名な共和党員であり、後に大統領となるカルビン・クーリッジの友人だった。母方の祖母アリス・バード・フィスク(Alice Bird Fiske)は、アメリカ革命の娘たちで活動していた。
イェール大学で経済学の学士を取得して卒業した後、オックスフォード大学ニュー・カレッジに1年間留学し、会衆派の牧師になるつもりでユニオン神学校で神学を学んだ。イェール大学では、同級生に経済学者のウォルト・ロストウがおり、友人となった。在学中には、大恐慌下にあって快適な生活を送っていることが嫌になり、大学を出てホーボーたちとともに生活したこともあった。オックスフォード大学在学中には、ナチス政権下のドイツを訪問し、内戦下のスペインで救急車の運転手を務めた。デリンジャーはフランシスコ・フランコ率いるナショナリスト派に反対していた。後にデリンジャーは、「第二次世界大戦はスペイン内戦よりも単純だった。ヒトラーが相手であっても、ゼネラル・モーターズ、USスチール、チェース・マンハッタン銀行のために銃を取って戦おうという気にはならなかった」と述べた。

## 政治活動
第二次世界大戦中には、反戦を訴え、良心的兵役拒否者として投獄された。連邦刑務所では、同じく良心的兵役拒否者であるラルフ・ディジア、ビル・サザランドらとともに、刑務所内の食堂の人種隔離に抗議し、それにより食堂は統合された。
デリンジャーはアメリカ社会党に加盟し、その青年部である青年社会主義者連盟の執行委員を務めていたが、1943年に脱退した。1946年2月、デリンジャーは急進的な平和主義団体である非暴力革命委員会の設立に関わった。1948年には良心的兵役拒否者中央委員会を共同で設立した。また、戦争反対者同盟の長年に渡るメンバーであり、1955年3月にはその職員となった。
1951年7月から11月にかけて、デリンジャーはラルフ・ディジア、ビル・サザランド、アート・エメリーとともに、ピースメーカーズが支援する、パリからモスクワまでの軍縮を呼びかける自転車旅行に参加し、途中、連合軍占領下のウィーンのソ連占領区域内の軍司令部まで到達した。デリンジャーは後に「我々はソ連占領区域には行くなと警告されていた。ソ連軍司令部へ行った者は、それ以降消息不明になっていた。しかし、我々はそんなことにはならないと考えていた。最悪でも刑務所に入れられるかもしれないが、私はそれに耐えられるということがわかっていた。ただ心配だったのは、家族をアメリカに戻らせたことだった」と述べた。この自転車旅行は、1960年から1961年にかけて行われたサンフランシスコ＝モスクワ平和ウォークに影響を与えた。
1950年代から1960年代にかけて、デリンジャーはアメリカ南部の「自由への行進」（公民権運動支持のための行進）に参加し、刑務所で何度もハンガーストライキを行った。1956年、デリンジャー、ドロシー・デイ、A・J・マスティは、非マルクス主義的左翼のための雑誌『リベレーション』を創刊した。
デリンジャーは、様々な人と接触し、親交を持った。それは、エレノア・ルーズベルト、ホー・チ・ミン、マーティン・ルーサー・キング・ジュニア、アビー・ホフマン、A・J・マスティ、グレッグ・カルバート、ジェームズ・ベヴェル、デイヴィッド・マクレイノルズなどや、彼が尊敬するフレッド・ハンプトンを始めとするブラックパンサー党のメンバーである。また、多くの反戦組織とともに働き、キングやベヴェルを1960年代の反戦運動の指導者として引き込んだ。
1966年には、北ベトナムと南ベトナムの両方を訪問し、アメリカ軍の空爆の影響を直接見た。デリンジャーは後に、評論家たちが自身のハノイ訪問のみについて語り、サイゴンにも訪問していたことは無視されたと回想した。
1968年、ベトナム戦争に抗議して納税を拒否する「戦争税に抗議する作家と編集者」宣言に署名し、反戦のために納税拒否を実践する「戦争税抵抗プロジェクト」を支援した。
デリンジャーはマハトマ・ガンディーの非暴力の原則を自身の反戦活動に応用するようになった。

### シカゴ・セブン
1968年にシカゴで開催された民主党全国大会に反戦デモ隊が乱入した。その後、デリンジャーら8人がその首謀者として逮捕され、暴動を煽動する目的で共謀し、違法に州境を越えた容疑で起訴された。うち1人は別審理となったため、残りの7人は「シカゴ・セブン」と呼ばれ、全米から注目された。7人の被告は、この裁判はベトナム戦争の遂行の是非を問う裁判だと喧伝した。1970年2月18日に判決が出され、共謀罪については全員無罪、暴動を煽動する目的で州境を越えた罪でデリンジャーら5人が有罪となった。その後、裁判長のジュリアス・ホフマンがFBIを通じて弁護団の盗聴をしていたことが明らかとなり、控訴審で逆転無罪となった。また、法廷で裁判長を侮辱したとして侮辱罪でも有罪判決が出ていたが、控訴審では侮辱罪については誰にも判決を下さなかった。

### その後の活動
デリンジャーは、1971年12月にミシガン州アナーバーで行われたジョン・シンクレア・フリーダム・ラリーでスピーチした。
1970年代後半、デリンジャーはゴダード大学の社会人学位プログラムやバーモント芸術大学で2年間教員を務めた。2001年にはゴダード大学の卒業式でスピーチを行った。
1996年、1968年以来初めてシカゴで民主党全国大会が開かれたとき、デリンジャーは自身の孫やアビー・ホフマンの息子らとともに、シカゴで座り込みをして逮捕された。
2001年、ケベック・シティーで開かれる自由貿易地域に関する会議に対して、バーモント州モントピリアの若い活動家のグループとともに抗議活動を行った。
2004年、バーモント州モントピリアのヒートンウッズ老人ホームにて亡くなった。

## 著作物
- Dellinger, David T., Revolutionary Nonviolence: Essays by Dave Dellinger, Indianapolis : Bobbs-Merrill, 1970
- Dellinger, David T., More Power Than We Know: The People’s Movement Toward Democracy, Garden City, N.Y. : Anchor Press, 1975. ISBN 0-385-00162-2
- Dellinger, David T., Vietnam Revisited: From Covert Action to Invasion to Reconstruction, Boston, MA : South End Press, 1986. ISBN 0-89608-320-9
- Dellinger, David T., From Yale to Jail: The Life Story of a Moral Dissenter, New York : Pantheon Books, 1993. ISBN 0-679-40591-7. (Dellinger's autobiography)
  - 日本語訳: D・デリンジャー 著、吉川勇一 訳『「アメリカ」が知らないアメリカ―反戦・非暴力のわが回想』藤原書店、1997年。ISBN 978-4894340855。
- Dellinger, David (1999). “Why I Refused to Register in the October 1940 Draft and a Little of What It Led To”. A Few Small Candles: War Resisters of World War II Tell Their Stories. Kent State University Press. pp. 20–37. ISBN 0-87338-621-3
- デイヴ・デリンジャー、小田実 著、ギブソン松井佳子 訳『「人間の国」へ―日米・市民の対話』藤原書店、1999年。ISBN 978-4894341272。

## 大衆文化において
- 1987年のテレビドラマ"Conspiracy: The Trial of the Chicago 8"では、ピーター・ボイルがデリンジャーの役を演じた。
- 2007年の映画"Chicago 10"では、ディラン・ベイカーがデリンジャーの役を演じた。
- 2020年の映画『シカゴ7裁判』(The Trial of the Chicago 7)では、ジョン・キャロル・リンチがデリンジャーの役を演じた。